# Goma aràbiga
La goma aràbiga  és un polisacàrid d'origen natural; s'extreu de la resina d'arbres subsaharians (Acacia senegal i Acacia seyal) com a part del procés de cicatrització d'aquests conegut com a gomosi. Aquesta resina de color ambre es recull normalment a mà una vegada seca. A la nomenclatura dels additius alimentaris europeus té el codi E-414.
Ja els egipcis l'utilitzaven en el procés de la momificació i l'elaboració d'alguns cosmètics i perfums. Després d'haver caigut en oblit, va ser redescoberta per navegants europeus al segle xv a l'Àfrica subsahariana. Fins i tot, va ser causa de la Guerra de la Goma al segle xviii, després de la qual França es va quedar amb el monopoli per al mercat europeu.

## Producció
Les acàcies produeixen aquesta resina per tancar ferides i evitar d'aquesta manera l'entrada de gèrmens, etc. Per recollir-la, se solen produir talls longitudinals paral·lels i poc profunds d'una llargada de 40 a 60 cm. Altres mètodes marquen quadrats o altres formes en l'escorça. La quantitat obtinguda varia molt entre els arbres (100 i 2.000 g per arbre), amb una mitjana aproximatiua de 250 g per arbre. La qualitat no només depèn de l'espècie, però també de la temporada: de desembre a febrer la goma és més dura, a partir de març és més tova i soluble.
Al mercat internacional se'n gasten unes 45.000 tones anuals (any 2000).

## Composició química i propietats
És un polisacàrid amb quantitats variables de D-galactosa, L-arabinosa, L-ramnosa i alguns àcids derivats com l'àcid D-glucurònic o el 4 -O-metil-D-àcid glucurònic.
És una substància de color groguenc a bru, inflamable encara que amb un elevat punt d'inflamació (> 250 °C), bona solubilitat en aigua (aprox. 500 g/l) i amb un LD  50 > 16.000 mg/kg.

## Ús

### Ús alimentari
Avui en dia, la major part s'utilitza en la indústria alimentària per a fixar aromes, estabilitzar escumes i emulsions, modificar la consistència d'aliments o clarificar vins. També s'utilitza en la fabricació d'alguns medicaments. En no conèixer cap efecte tòxic, no n'hi ha límits establerts. Es troba entre els ingredients d'alguns caramels mastegables (p. ex.: Ments).
La goma aràbiga està autoritzada també com a col·loide protector dels vins joves per millorar la seva estabilitat en ampolla, en evitar que precipiti la matèria colorant inestable (pigments i tartrats) i augmentar l'equilibri i les característiques organolèptiques del vi, reduint l'amargor i l'astringència, incrementant la suavitat i el cos i millorant la sensació greix del vi.

### Ús tècnic
S'utilitza en l'elaboració de tints. La goma aràbiga és inclosa en la composició de grisalles per decorar vidres. En aquestes, es fa servir com aglutinant. Genera condicions atmosfèriques adequades durant la seva combustió en el tractament tèrmic de la peça.
Al segle xix, es va elaborar un procediment d'impressió basat en goma aràbiga modificada amb cromats anomenada litografia. Aquesta barreja és sensible a la llum i permet reproduccions gairebé fotogràfiques. No obstant això ha quedat en desús.
La goma aràbiga també es troba en algunes coles, per exemple les utilitzats antigament en segells i sobres postals que s'havien d'humitejar.
Se la fa servir també per tallar drogues il·legals, per tal de treure'n més rendiment econòmic, com ara a l'haixix de baixa qualitat, on es barreja goma aràbiga amb el mateix cànnabis.